# Dirphya fulva
Dirphya fulva är en skalbaggsart. Dirphya fulva ingår i släktet Dirphya och familjen långhorningar.

## Underarter
Arten delas in i följande underarter:
- D. f. fulva
- D. f. angolana